# Баштаненко Олексій Володимирович
Олексій Володимирович Баштаненко (нар. 16 березня 1994, Дніпропетровськ) — український футболіст, воротар клубу «Нікополь». Грав за юнацьку збірну України.

## Клубна кар'єра
Вихованець дніпровської ДЮСШ-7. З 2007 року — в академії місцевого «Дніпра». Грав за різні юнацькі та дублюючі команди клубу.
З 2011 року почав регулярно залучається до ігор молодіжного складу «Дніпра».
На початку 2016 року «Дніпро» залишив основний голкіпер команди Денис Бойко, а ще за півроку пішов й досвідчений чеський воротар Ян Лаштувка, тож Баштаненко отримав місце одного з трьох воротарів головної команди дніпровського клубу. Від початку сезону 2016/17 основним воротарем команди став найдосвідченіший з них Денис Шеліхов, який захищав ворота «Дніпра» у семи стартових турах чемпіонату. Проте, після поразки команди у сьомому турі з рахунком 0:3 від донецького «Олімпіка», що значною мірою була обумовлена невпевненою грою дніпровського голкіпера Шеліхова, тренерський штаб команди вирішив довірити місце в її воротах саме Баштаненку. Дебют гравця в основній команді дніпровського клубу відбувся 17 вересня 2016 у грі чемпіонату проти кропивницької «Зірки», в якій він пропустив єдиний у зустрічі гол лише на 4-й доданій до основного часу хвилині. В наступній грі першості проти «Чорноморця» (25 вересня 2016 року) також вийшов в основному складі команди й залишив свої ворота недоторканими (гра завершилася нульовою нічиєю).
У липні 2018 року заявлений за харківську «Кобру». Наприкінці серпня того ж року став гравцем «Гірника-спорт».

## Виступи в збірних
Протягом 2010—2011 років взяв участь у шести іграх юнацьку збірну України (U-17).
Восени 2012 року викликався до юнацької збірної 19-річних, за яку відстоявав на воротах єдину гру проти білоруських однолітків 20 вересня 2012.
У 2014—2015 роках викликався до лав української «молодіжки», проте жодного разу в її складі на поле не виходив.